# Terry Kinney
Terry Kinney (nacido el 29 de enero de 1954) es un actor de cine y director de teatro americano. 
Miembro fundador de la Steppenwolf Theatre Company, con Gary Sinise y Jeff Perry.

## Filmografía

### Cine
2009
"The Mentalist"
 Samuel Bosco
Serie

| Año  | Título                                      | Rol                            | Notas    |
| ---- | ------------------------------------------- | ------------------------------ | -------- |
| 1985 | Seven Minutes in Heaven                     | Fotógrafo                      | Película |
| 1986 | No Mercy                                    | Paul Deveneux                  | Película |
| 1987 | A Walk on the Moon                          | Lew Ellis                      | Película |
| 1988 | Miles from Home                             | Mark                           | Película |
| 1991 | Queens Logic                                | Jeremy                         | Película |
| 1991 | Talent for the Game                         | Gil Lawrence                   | Película |
| 1992 | The Last of the Mohicans                    | John Cameron                   | Película |
| 1993 | Body Snatchers                              | Steve Malone                   | Película |
| 1993 | The Firm                                    | Lamar Quinn                    | Película |
| 1993 | Devil in a Blue Dress                       | Todd Carter                    | Película |
| 1996 | Fly Away Home                               | David Alden                    | Película |
| 1996 | Sleepers                                    | Ralph Ferguson                 | Película |
| 1997 | White Lies                                  | Richard                        | Película |
| 1998 | Luminous Motion                             | Pedro                          | Película |
| 1999 | Oxygen                                      | Capitán Tim Foster             | Película |
| 1999 | The Young Girl and the Monsoon              | Hank (Protagonista)            | Película |
| 2000 | The House of Mirth                          | George Dorset                  | Película |
| 2001 | Save the Last Dance                         | Roy Johnson                    | Película |
| 2002 | The Laramie Project                         | Dennis Shepard                 | Película |
| 2005 | The Game of Their Lives                     | El periodista, Dent McSkimming | Película |
| 2005 | Runaway                                     | Dr. Maxim                      | Película |
| 2007 | Turn the River                              | Markus                         | Película |
| 2012 | Promised Land                               | David Churchill                | Película |
| 2016 | Good Behavior                               |                                | Serie    |
| 2019 | Extremely Wicked, Shockingly Evil, and Vile | Mike Fisher                    | Película |